# Sirtaki
El Sirtaki es una danza popular de origen griego creada por Giorgos Provias.
Es una danza del mundo que fue creada en 1964 para la película Zorba el griego, como lo relata el actor Anthony Quinn en una entrevista para televisión, diciendo que en aquella película él no podía bailar porque tenía un gran problema en la rodilla y se le ocurrió arrastrar la pierna para poder ejecutar ciertas escenas de la misma. En ella se mezclan las versiones lentas y rápidas de la danza de Hasapiko (Hasápikos, Chasápikos).
Una característica distintiva de la danza y de la música de Sirtaki es su aceleración. El nombre Sirtáki viene de la palabra griega syrtos, apelativo dado a un grupo de danzas griegas tradicionales del estilo "fricción supuesta" o de "mezcla" (en comparación con pidikhtos, que es estilo de saltar). 
Sin embargo, el Sirtaki incorpora syrtos (en su parte más lenta) y elementos de los pidikhtós (en su parte más rápida).

## Coreografía
Esta danza se baila en formación lineal, la más común, o circular, con las manos en los hombros de los vecinos. El ritmo es de 4 tiempos que aumenta, y se cambia a menudo a 2 tiempos en la parte más rápida. Por consiguiente, la danza comienza lenta, transformándose gradualmente en más rápida; en general no incluye saltos.